# 短棒石斛
短棒石斛（学名：Dendrobium capillipes），为兰科石斛属下的一个植物种。